# Jorge Lendeborg Jr.
Jorge David Lendeborg Jr. (São Domingos, 21 de janeiro de 1996) é um ator e comediante estadunidense nascido na República Dominicana.
Lendeborg fez sua estréia teatral no filme de 2016, The Land.  Desde então, ele apareceu no filme de super-heróis Spider-Man: Homecoming (2017)  e na comédia romântica Com Amor, Simon (2018). Ele também está estrelando em Transformers spin off Bumblebee (2018) como Memo, um dos papéis principais ao lado de Hailee Steinfeld. Jorge também estará no próximo filme de James Cameron, Alita: Battle Angel,  que será lançado no início de 2019.

## Filmografia

### Filmes
| Ano  | Título                      | Papel         | Notas        |
| ---- | --------------------------- | ------------- | ------------ |
| 2016 | The Land                    | Cisco         |              |
| 2016 | Shot                        | Miguel        |              |
| 2017 | Brigsby Bear                | Spencer       |              |
| 2017 | Spider-Man: Homecoming      | Jason Ionello |              |
| 2018 | Com Amor, Simon             | Nick Eisner   |              |
| 2018 | Bumblebee                   | Memo          |              |
| 2019 | Alita: Anjo de Combate      | Tanji         |              |
| 2019 | Homem-Aranha: Longe de Casa | Jason Ionello |              |
| 2020 | Critical Thinking           | Ito Paniagua  |              |
| 2021 | Bliss                       | Arthur Wittle |              |
| 2021 | Boogie                      | Richie        |              |
| 2021 | Night Teeth                 | Benny Perez   |              |
| 2021 | Spider-Man: No Way Home     | Jason Ionello | Pós-produção |

### Televisão
| Ano  | Título                    | Papel    | Notas                    |
| ---- | ------------------------- | -------- | ------------------------ |
| 2014 | Graceland                 | Chihuaha | Episódio: "Magic Number" |
| 2019 | Wu-Tang: An American Saga | Jah Son  |                          |